# 第314爆撃団
第314爆撃団（だい314ばくげきだん）はアメリカ陸軍航空軍第20空軍、第21爆撃集団隷下の爆撃団。

## 概要
司令はトーマス・S・パワー准将で、基地はグァムに置かれた。隷下に第19爆撃群、第29爆撃群、第39爆撃群、第330爆撃群の四爆撃連隊（Bomber Group）を有する。各爆撃群は三爆撃隊から編成された。

## 隷下部隊
- 第19爆撃群
- 第29爆撃群
- 第39爆撃群
- 第330爆撃群